# دير القماط (الحديدة)
دير القماط هي إحدى قرى مديرية السخنة، التابعة لمحافظة الحديدة اليمنية، بلغ تعداد سكانها 3770 نسمة حسب الإحصاء الذي أجري عام 2004.